# Aeroportul Regional North Platte
Aeroportul Regional North Platte (IATA: LBF, ICAO: KLBF, FAA LID: LBF) este un aeroport din Nebraska, Statele Unite ale Americii ce deservește zona North Platte⁠(d). Aeroportul a fost tranzitat în 2019 de 32.240 de pasageri. A fost numit după zona deservită.
Situat la o altitudine de 846 m, aeroportul dispune de 2 piste.

## Infrastructură

### Piste
Aeroportul dispune de 2 piste. Pista 12/30 are suprafața de beton și dimensiunile 8.001 picioare × 150 picioare. Pista 17/35 are suprafața de beton și dimensiunile 4.436 picioare × 100 picioare. 